# 蓋斯特湖
46°45′41″N 7°32′4″E / 46.76139°N 7.53444°E

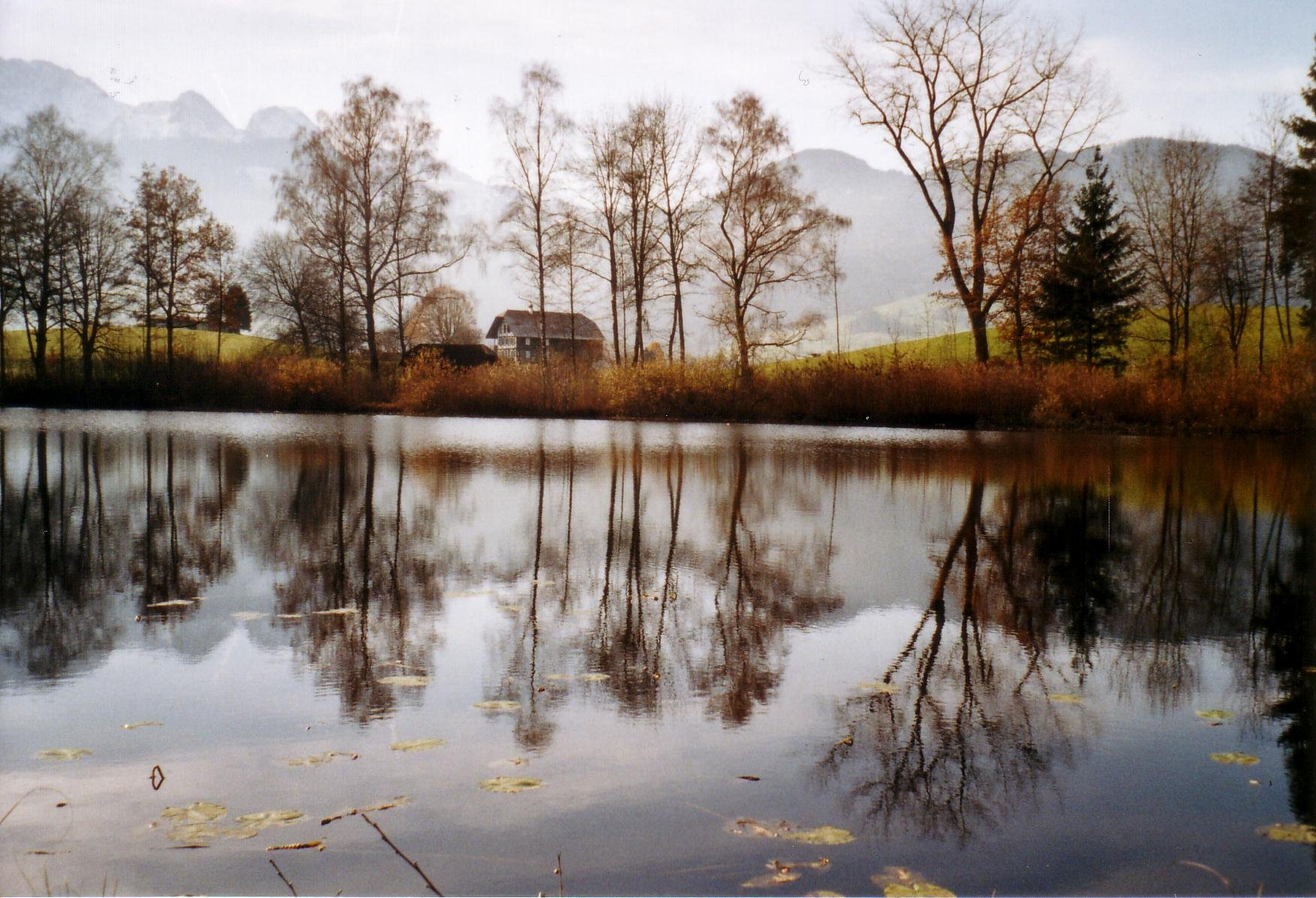

蓋斯特湖（Geistsee），是瑞士的湖泊，位於該國西部，由伯恩州負責管轄，處於福斯特-倫根比爾，距離迪特利格湖數百米，面積0.95公頃，海拔高度660米。